# Monster (canción de Paramore)
«Monster» —en español: «Monstruo»— es una canción interpretada por la banda estadounidense de pop punk Paramore, escrita por Hayley Williams y Taylor York —vocalista y guitarrista del grupo, respectivamente—. El tema fue producido por Rob Cavallo, quién anteriormente trabajó con Paramore en su álbum Brand New Eyes (2009). «Monster» fue lanzado como sencillo de la banda sonora Transformers: Dark of the Moon – The Album el 7 de junio de 2011.

## Lanzamiento y cubierta del sencillo
James Montgomery de MTV, señaló que el número de veces que la palabra «You» (en español: Tú) se usa en las letra de «Monster» es debido a su subjetividad, ya que puede referirse tanto a la opinión pública como a cualquier persona en la que se inspire el compositor. Sin embargo, sugirió que se trata sobre los exmiembros del grupo Josh Farro y su hermano Zac Farro, los cuales dejaron Paramore en 2010 y es la primera canción compuesta sin ellos.
La cantante Hayley Williams comentó sobre el lanzamiento de la canción: «Estamos de nuevo y muy emocionados de ser parte del álbum de Transformers. Díganles a sus amigos ... Paramore está de vuelta». Un video que acompaña a «Monster» se rodó días después del lanzamiento del álbum de la banda sonora en Los Ángeles. El vídeo original fue lanzado el 18 de julio de 2011 a media noche en MTV.com y a las 6am en MTV, MTV2, MTV Hits, mtvU y fue subido ese mismo día al canal oficial de Fueled by Ramen en YouTube.
La cubierta fue realizada por Becky Bain de portal Idolator, que contiene a los tres miembros de Paramore; Hayley Williams, Jeremy Davis y Taylor York, de pie en un túnel oscuro, donde hay una luz en la cara inferior del sitio. Además, se registró el cambio en la formación del conjunto, que anteriormente se trataba de un quinteto antes de la salida de los hermanos Josh y Zac Farro.

## Vídeo musical
El vídeo musical fue dirigido por Shane Drake. El 15 de julio, el sitio web oficial de la banda publicó un video en YouTube a través de un videoclip de 19 segundos de una vista previa del video oficial. El estreno se realizó a través de MTV el 18 de julio. Comienza con Hayley, Taylor y Jeremy inconscientes y flotando en el agua. Williams abre los ojos y comienza a cantar, momentos después se muestra a la banda tocando en un cuarto de concreto, mientras dan patadas y puñetazos contra las paredes. Otra escena muestra a cada uno de los miembros de la banda solo y vagando por la construcción de un hospital abandonado. Las patadas y puñetazos de la banda tocando provocan violentas explosiones en torno a los miembros vagando y los tres proceden a huir. Los tres finalmente se reúnen en el cuarto de concreto donde anteriormente interpretaban la canción.

## Posicionamiento en listas
| Canadá         | Canadian Hot 100          | 55 |
| Escocia        | Scottish Singles Chart    | 13 |
| Estados Unidos | Billboard Hot 100         | 36 |
| Estados Unidos | Digital Songs             | 16 |
| Estados Unidos | Alternative Songs         | 23 |
| Estados Unidos | Rock Songs                | 38 |
| Nueva Zelanda  | New Zealand Singles Chart | 23 |
| Reino Unido    | UK Singles Chart          | 21 |

## Créditos
- Paramore:
  - Hayley Williams: voz
  - Jeremy Davis: bajo eléctrico
  - Taylor York: guitarra y batería
- Composición: Hayley Williams, Taylor York
- Producción: Rob Cavallo, Paramore
- Mezcla: Ryan Williams

Fuente: Discogs.